# Mosby-Gletscher
Der Mosby-Gletscher ist ein an seiner Mündung 8 km breiter Gletscher an der Lassiter-Küste des Palmerlands auf der Antarktischen Halbinsel. Er fließt in südöstlicher Richtung zum nordwestlichen Abschnitt des New Bedford Inlet.
Entdeckt wurde er während der United States Antarctic Service Expedition (1939–1941) bei einem Überflug im Dezember 1940. Erste Luftaufnahmen entstanden 1947 bei einem Überflug im Rahmen der Ronne Antarctic Research Expedition (1947–1948) unter der Leitung des US-amerikanischen Polarforschers Finn Ronne. Dieser nahm in Zusammenarbeit mit dem Falkland Islands Dependencies Survey (FIDS) zudem geodätische Vermessungen des Mündungsgebiets des Gletschers vor. Der FIDS benannte ihn nach dem norwegischen Meteorologen und Ozeanographen Håkon Mosby (1903–1989).